# درايفر 2
 درايفر 2: باك أون ذا ستريتس (بالإنجليزية: Driver 2: Back on the Streets)‏ هي لعبة من نوع أكشن وقيادة صدرت في عام 2000 و هي متوفرة لـ بلاي ستيشن ، جيم بوي أدفانس و هي من تطوير ريفلكشنز إنتراكتيف و نشر شركة إنفوجرامز. للمرة الأولى في اللعبة تم إضافة نمط تعدد اللاعبين (لاعبان اثنان فقط) بالإضافة إلى إمكانية النزول من السيارة وسرقة السيارات الأخرى في الشارع .

## القصة

لقطة شاشة للعبة.

بطل القصة مرة أخرى هو المحقق جون تانر (John Tanner) و سيكون له شريك جديد وهو المحقق توبياس جونز (Tobias Jones) . ستقع أحداث القصة في أربعة مدن هي : شيكاغو ، هافانا ، لاس فيغاس، نيفادا وريو دي جانيرو .
تبدأ اللعبة بعرض لشخص يدعى بينك ليني (Pink Lenny) و شخص برازيلي يجلسان في حانة . و فجأة يدخل رجال مسلحون ويقومون بقتل الجميع ما عدا بيني الذي استطاع الهروب . لاحقا جون تانر (الذي يعمل متخفياً) و شريكه يقومان بتفحص جثة الرجل البرازيلي في المشرحة ويتم إعلامهما عن اختفاء بينك ليني وعن وجود شاهد على الهجوم والذي يخبرهم أن الرجال المسلحين لم يكونوا يبحثون عن الرجل البرازيلي بل عن بينك ليني والذي يعمل في غسيل الأموال لشخص يدعى كاين سليمان Solomon Caine و هو أحد الغوغاء المسيطرين والذي تمتد سلطته من شيكاغو حتى لاس فيغاس.

## روابط خارجية
- درايفر 2 على موقع IMDb (الإنجليزية)